# Электронная чёрная дыра
Электронная чёрная дыра, чёрная дыра с массой электрона — гипотетический объект теоретической физики, чёрная дыра с массой и зарядом электрона. Идея о подобных объектах была высказана в серии статей А. Эйнштейна в период 1927—1949. В этих статьях Эйнштейн показал, что если элементарные частицы рассматриваются как сингулярности пространства-времени, то нет необходимости постулировать геодезическое движение как часть общей теории относительности.

## Расчёт характеристик
Если рассчитать шварцшильдовский радиус электрона по классической формуле:
{\displaystyle r_{s}={\frac {2Gm}{c^{2}}}}
где
- G — гравитационная постоянная Ньютона,
- m — масса электрона = 9,109⋅10−31 кг,
- с — скорость света,

это даст значение: rs = 1,353⋅10−57 м.
Если электрон имеет столь малый радиус, это приведёт к гравитационной сингулярности, и тогда он будет иметь ряд общих свойств с чёрными дырами. В метрике Рейсснера — Нордстрема, которая описывает электрически заряженные чёрные дыры, аналогичный параметр rq определяется как
{\displaystyle r_{q}={\sqrt {\frac {q^{2}G}{4\pi \epsilon _{0}c^{4}}}}}
где q — заряд и ε0 — электрическая постоянная, что для электрона q = −e = −1,602⋅10−19 Кл даёт значение rq = 9,152⋅10−37 м.
Эти значения показывают, что «электронная чёрная дыра» будет супер-экстремальной и иметь голую сингулярность. Стандартная квантовая электродинамика рассматривает электрон как точечную частицу, что хорошо согласуется с результатами экспериментов. Однако эксперименты, основанные на представлениях квантовой электродинамики, показывают лишь, что радиус электрона меньше комптоновской длины волны для массы порядка миллиона ГэВ, что составляет порядка 1⋅10−24 м.
Никакой эксперимент в принципе не способен оперировать с объектами размера rs или rq, которые меньше планковской длины. Для изучения физики объектов размером меньше планковской длины потребуется дальнейшее развитие теории квантовой гравитации.